# トルコの声
トルコの声（トルコのこえ、英語：Voice of Turkey）はトルコ国営放送（TRT）の海外向け放送（国際放送）である。

## 沿革
- 1937年1月8日 - アンカララジオの一部門として開局

## 使用言語
- アゼルバイジャン語
- ブルガリア語
- クロアチア語
- ドイツ語
- アルバニア語
- アラビア語
- 中国語
- フランス語
- グルジア語
- 英語
- スペイン語
- イタリア語
- カザフ語
- キルギス語
- ハンガリー語
- マケドニア語
- ペルシア語
- ウズベク語
- ルーマニア語
- ロシア語
- セルビア語
- タタール語
- トルクメン語
- ウルドゥー語
- ギリシア語
- 日本語